# Huaylas
El huaylas és un gènere de música i dansa típic del Perú, sobretot de la zona central. Emparentant amb el huayno, és un gènere folclòric molt popular a tot el país.
De ritme i arranjaments molt característiques, el huaylas té dues vessants definides, una de caràcter festiu i altra més cerimoniosa.
Tot i que als seus orígens el huaylas s'executava fonamentalment amb quena, tambor, arpa i violí, les successives influències dels distints gèneres musicals que es van posar de moda al Perú (com per exemple la chicha, o «cumbia peruana») van modificar les agrupacions instrumentals habituals d'aquest tipus de música. Avui dia es pot trobar agrupacions amb instruments elèctrics, així com, més tradicionals, amb bandes de vents, que tenen molta tradició als països dels Andes.
Els més importants cantants de huaylas són molt populars al Perú, destacant-se Víctor Alberto Gil Mallma (el Picaflor de los Andes), Zenobio Dagha, Reynaldo Unsihuay i Eusebio «Chato» Grados.